# Esercito del Califfo

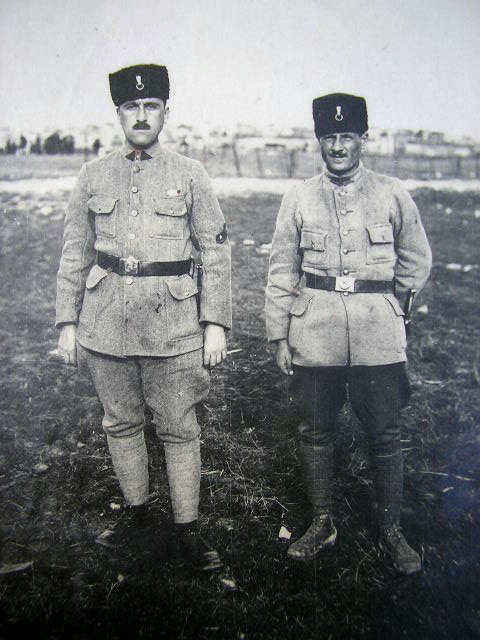
Soldati dell'Esercito del Califfo

L'Esercito del Califfo (o Forza di Polizia, Kuvâ-yi İnzibâtiye o Hilafet Ordusu in turco) fu una milizia ottomana creata il 18 aprile 1920 dal ministro della guerra Süleyman Şefik Pascià per ordine del sultano Mehmet VI. Lo scopo dell'organizzazione era di combattere i nazionalisti turchi comandati da Mustafa Kemal Pascià.

## Storia
Dopo la prima guerra mondiale, l'Impero ottomano si trovò tra i paesi vinti, assieme alle Potenze centrali. A seguito degli accordi di pace, il sultano Mehmet VI dovette permettere agli eserciti europei (britannici, francesi, italiani, greci) di mandare contingenti in Anatolia. In seguito alla collaborazione del sultano con gli occupanti, il generale Mustafa Kemal si rivoltò contro il potere imperiale, creò un secondo potere politico ad Ankara e avviò una guerra contro il governo di Mehmet VI e gli eserciti stranieri.
Capendo che la situazione gli stava per sfuggire di mano, il Sultano incaricò il suo ministro della guerra, Süleyman Şefik Pascià, di creare una forza irregolare destinata a combattere i nazionalisti. Cosciente del fatto che non poteva più fare affidamento sul titolo politico di Sultano per influenzare i turchi, Mehmet VI ritenne necessario utilizzare il titolo spirituale di Califfo. Non presentò quindi i nazionalisti come i nemici della sua politica o del sultanato, bensì come i nemici di Dio, contro cui bisognava lottare. Sostenuto dai britannici, il sultano si lanciò in una guerra di propaganda in tutto il paese. Sostenuto dagli ʿulamāʾ e dagli Imam, esortò i turchi a prendere le armi contro i nazionalisti del generale Kemal, presentati come i nemici di Dio.
Scoppiò perciò una guerra civile fra l'Esercito del Califfo, guidato da Süleyman Şefik Pascià, e i nazionalisti turchi comandati dal generale Mustafa Kemal. In tutto il paese, i contadini si ribellarono contro i nazionalisti, i sostenitori di Mustafa Kemal cercarono di sopprimere duramente i ribelli, ma ogni giorno si ritrovarono sempre di meno. A Konya, gli insorti strapparono le unghie e squartarono vivi alcuni ufficiali mandati da Mustafa Kemal nella città. La risposta dei nazionalisti fu immediata, mutilando tutti i notabili della città e facendoli pendere sulla piazza del mercato.
I nazionalisti persero rapidamente velocità e i difensori del sultano furono pericolosamente vicini ad Ankara. Alcuni militari nazionalisti che dovevano prendere la città di Hendek ai sostenitori del sultano fraternizzarono con questi ultimi. Pochi giorni dopo, un'intera divisione fu spazzata via dall'Esercito del Califfo. Questo esercito aveva conquistato una dozzina di grandi città turche. Fra le truppe più fedeli a Mustafa Kemal iniziarono le diserzioni. Seguì poi un ammutinamento di un'intera milizia nazionalista che passò sotto il controllo del sultano. Dal canto suo il generale Kazim Karabekir aveva dei problemi a mantenere il suo esercito.
Con l'avanzata delle truppe governative, Mustafa Kemal si ritirò con le sue guardie del corpo negli edifici di una ex scuola agraria e visse in uno stato di allerta permanente, per proteggersi dagli agenti del sultano che volevano assassinarlo. Ma dopo la firma del trattato di Sèvres, il 10 agosto 1920, che sanciva lo smembramento dell'Impero, e accettato dal sultano Mehmed VI, i soldati dell'esercito del Califfo decisero di smettere di lottare. Con la firma di questo trattato, il sultano perse la sua influenza sui turchi, che ora supportavano i nazionalisti. Kemal costituì contemporaneamente un Governo di Salvezza Pubblica, e incaricò dei generali di organizzare la difesa nazionale. L'Esercito del Califfo si disgregò da solo, in alcune unità, gli ufficiali vennero uccisi dai loro stessi uomini, che pensavano di essere stati traditi. Alla fine di settembre 1920 l'Esercito del Califfo era praticamente scomparso, tranne a İzmit dove servì da copertura per la guarnigione britannica.
La sconfitta dell'Esercito del Califfo segnò la fine dell'influenza del Sultano in Turchia, la fine della guerra civile e l'inizio della guerra d'indipendenza turca contro le truppe di occupazione.